# Arita (apellido)
Arita (escrito: 有田 o 蟻田) es un apellido japonés. En Japón habían aproximadamente 8 000 personas registradas con el apellido.

## Etimología
El apellido está fuertemente vinculado con la aparición de porcelana japonesa en el siglo XVI, concretamente en el pueblo del mismo nombre ubicado en la prefectura de Saga, de donde se fabricaría posteriormente la porcelana Arita. El carácter 有 significa "existencia, posesión, tener", mientras que 田 significa "campo de arroz" o "arrozal".Por lo tanto, el apellido se puede interpretar como "campo existente" o "campo de abundancia".

## Distribución
El apellido Arita es prominente en Japón y puede ser encontrado en otros lugares del mundo, especialmente donde se han establecido descendientes japoneses.Es un apellido más común en el centro-oeste de Japón y las islas Ryūkyū.
Según los datos del censo decenal de Estados Unidos, el apellido Arita ha aumentado significativamente en popularidad entre 2000 y 2010. En 2000, ocupaba el puesto 23.152 en términos de prevalencia en los Estados Unidos. Sin embargo, en 2010, había subido al puesto 16.984, lo que marca un notable aumento del 26,64%. El número de personas que llevan este apellido también creció de 1.029 a 1.673 durante este período, lo que supone un marcado aumento del 62,59%.

### Personas destacadas
Entre las personas que cuentan con el apellido Arita, se incluyen:
- Hachirō Arita, político y diplomático japonés.Himeka Arita, luchadora profesional japonesa. Hachirō Arita, político y diplomático japonés, el cual participó en la delegación japonesa de la Conferencia de París de 1919 que puso fin a la Primera Guerra Mundial.
- Himeka Arita, luchadora profesional japonesa reconocida por su  participación en la promoción de lucha libre profesional World Wonder Ring Stardom.
- Kōki Arita, futbolista japonés que actualmente juega en el Kagoshima United FC.